# میرجنت
میرجنت یکی از فرزندان و فرماندهان سپاه میرقیصر خانه نیدل و نیای ایل طولابی است. او در جنگ با سپاه شاه عباس یکم صفوی و حسین‌خان فیلی کشته شد.

## تبار میرجنت
میرجنت فرزند میرقیصر خانه نیدل و نواده میرمحمدی بیست و سومین اتابک لر بوده است. اتابکان لر کوچک از ایل جنگروی و شعبه سلبوری بودند.

## قیام میرقیصر خانه نیدل
پس از انقراض اتابکان لر کوچک و جانشینی خاندان والی توسط حکومت صفویه، میرقیصر خانه نیدل قصد انتقام خون میر شاهوردی خان، دسته‌جاتی را به فرماندهی فرزندان میر شاهوردی خان و بازماندگان اتابکان لر کوچک تشکیل داد و با نمایندگان دولت صفوی در لرستان وارد جنگ شدند که میرجنت فرزند میرقیصر نیز در این نبردها حاضر بود. سرانجام شاه عباس صفوی با سپاهی عظیم به لرستان لشکرکشی کرد که سپاه میرقیصر خانه نیدل به دلیل تعداد کم سپاهیان سرانجام از سپاه صفوی شکست خوردند و میرجنت کشته شد.

## میرجنت در منابع تاریخی
- علی محمد ساکی در کتاب «جغرافیای تاریخی و تاریخ لرستان» دربارهٔ میرجنت می‌نویسد:تیره توابی مذکور در شرفنامه و تاریخ گزیده با نام طولابی‌ها منطبق است ولی آنچه برای نگارنده مسلم است، میرجنت هم چون میرقیصر از نزدیکان اتابکان لر بوده است.[۸]
- بهمن آزادی چگنی نیز در کتاب «تاریخ معاصر چگنی» دربارهٔ میرجنت می‌نویسد:خوانین طولابی را از نسل میرناصر پسر میرجنت می‌دانند. آنها از نزدیکان اتابکان لر بوده‌اند.[۹]
- ایرج کاظمی در کتاب «میرنوروز» دربارهٔ میرجنت می‌نویسد:طایفه طولابی از اعقاب میرناصر فرزند میرجنت بوده و آنچه نوشته شده از بین‌النهرین به این منطقه آمده و تقریباً در ششصد سال قبل زمانی که اصفهان مرکزیت داشته با سلاطین وقت ارتباط و تقرب داشته و از دربار صفویه میرناصر را به سمت ریاست چگنی روانه ساخته‌اند.[۱۰]
- حسین والی‌زاده معجزی در کتاب «تاریخ ایلات و طوایف لرستان» دربارهٔ میرجنت می‌نویسد:میرناصر پسر میرجنت نیای خوانین طولابی است و چون میرناصر مردی لایق بود مورد توجه و عنایت خاص شاه عباس صفوی واقع شده و او را به سمت ریاست طوایف چگنی به لرستان فرستاده و او در محل معروف به سماق سکونت گزیده.[۱۱]

## فرزندان میرجنت
میرجنت دارای سه فرزند به نام‌های میرناصر، میررضا و میرنجف بودند که ایل طولابی از نوادگان آنها هستند. پس از مرگ میرجنت و میرقیصر خانه نیدل، فرزندان میرجنت به دستور شاه عباس یکم بین‌النهرین تبعید می‌شوند تا والیان فیلی بدون مشکل به لرستان تسلط پیدا کنند. پس از گذشت چند سال و عادی شدن اوضاع سیاسی، فرزندان میرجنت دوباره به لرستان بازمی‌گردند.